# Becquerelia
Becquerelia Brongn.  é um género botânico pertencente à família Cyperaceae.

## Espécies
| - Becquerelia bicolor - Becquerelia bullata - Becquerelia clarkei - Becquerelia cymosa - Becquerelia discolor - Becquerelia divaricata - Becquerelia gigantea | - Becquerelia glomerata - Becquerelia glomerulata - Becquerelia martii - Becquerelia merkeliana - Becquerelia muricata - Becquerelia tuberculata - Becquerelia verruculosa |